# Grypsera
Grypsera (polnische Aussprache: [ɡrɨˈpsɛra]; abgeleitet aus niederdeutschem Gripps und bedeutet „Intelligenz“, „Klugheit“) ist ein ausgeprägter Soziolekt der polnischen Sprache, der traditionell von Gefängnisinsassen verwendet wird (Gaunersprache). Es entwickelte sich im 19. Jahrhundert in Gefängnissen im russischen Teilungsgebiet Polens (Kongresspolen).
Das Grundsubstrat des Dialekts ist polnisch, jedoch mit vielen bemerkenswerten (meist lexikalischen) Einflüssen aus anderen Sprachen, die zu dieser Zeit in polnischen Ländern verwendet wurden, vor allem jiddisch, deutsch, ukrainisch und russisch. Es wurde auch stark durch verschiedene regionale Dialekte der polnischen Sprache beeinflusst, vor allem durch den Bałak-Jargon von Lemberg in Galizien und durch den Warschauer Dialekt.
Ursprünglich diente sie als „geheime Sprache“, aber im späten 19. Jahrhundert wurde es zu einem Standard-Soziolekt von Gefängnisinsassen. Grypsera entwickelt sich ständig weiter, um den Status einer Sprache aufrechtzuerhalten, die nur von einer ausgewählten Gruppe von Insassen und nicht von den Wächtern oder Informanten verstanden wird. Aus diesem Grund ist es derzeit einer der lexikalisch reichsten Dialekte der polnischen Sprache. Es ist auch nicht möglich, ein umfassendes Wörterbuch des Dialekts zu erstellen, da er von Gefängnis zu Gefängnis unterschiedlich ist.
Phonetisch ähnelt Grypsera dem Warschauer Dialekt und teilt seine bemerkenswertesten Merkmale der Assimilation von ⟨i⟩ [i] in ⟨y⟩ [ɨ] und dem Verschwinden von Nasalvokalen, insbesondere in den Endsilben.